# Бучнуха
Бучнуха — река в Вытегорском районе Вологодской области России, правый приток Лемы.
Берёт исток в безлюдной болотистой местности, течёт на северо-запад по территории Анхимовского сельского поселения и впадает в Лему в 24 км от её устья. Длина реки составляет 19 км, площадь водосборного бассейна — 75,2 км². Единственный населённый пункт, расположенный недалеко от берегов Буцнухи — нежилая деревня Лема.

## Данные водного реестра
По данным государственного водного реестра России относится к Балтийскому бассейновому округу, водохозяйственный участок реки — Бассейн Онежского озера без рр. Шуя, Суна, Водла и Вытегра, речной подбассейн реки — Свирь (включая реки бассейна Онежского озера). Относится к речному бассейну реки Нева (включая бассейны рек Онежского и Ладожского озера).
Код объекта в государственном водном реестре — 01040100612102000017826.